# Alexandre Saint-Yves d'Alveydre
Pour les articles homonymes, voir Saint-Yves.
Joseph Alexandre Saint-Yves, né le 26 mars 1842 à Paris et mort le 5 février 1909 à Pau, est un érudit, poète et écrivain français.

## Biographie
Joseph Alexandre Saint-Yves naît le 26 mars 1842 au domicile familial sis au 23, rue de l'Échiquier dans l'ancien 3e arrondissement de Paris. Il est l'aîné de trois fils d'une famille catholique parisienne. Leur père, Guillaume-Alexandre Saint-Yves, est médecin des hôpitaux (internat promotion 1833), aliéniste médecin-chef de la maison de Charenton,.
Élève insubordonné, Saint-Yves fait dans sa jeunesse un court séjour à Mettray, dans la colonie pénitentiaire agricole pour jeunes détenus fondée par Frédéric-Auguste Demetz (en), près de Tours.
M. de Metz fait une forte impression sur Saint-Yves qui lui voue une grande affection durant toute sa vie, reconnaissant l'importance de l'influence chrétienne de M. de Metz sur le cheminement de sa pensée.
Ses rébellions lui valent d'être contraint par son père à s'engager dans l'armée plusieurs années avant sa majorité. Étudiant à l'école de médecine navale de Brest, il contracte la variole noire en remplaçant volontairement un interne atteint de la maladie.
Convalescent, il obtient un congé renouvelable et se fixe, en 1863, à Jersey, attiré par les œuvres et la gloire de Victor Hugo, alors exilé politique. Il y vit en enseignant les sciences et menant de front des études incessantes. C'est là qu'il peut lire les ouvrages d'Antoine Fabre d'Olivet qu'il tient en grande estime.
En 1870, il revient en France alors en guerre contre la Prusse de Bismarck, pour entrer dans un corps d'infanterie de marine. Il est blessé lors d'une reconnaissance devant un fort. Après la guerre, il travaille au ministère de l'Intérieur à Paris, jusqu'en 1878.

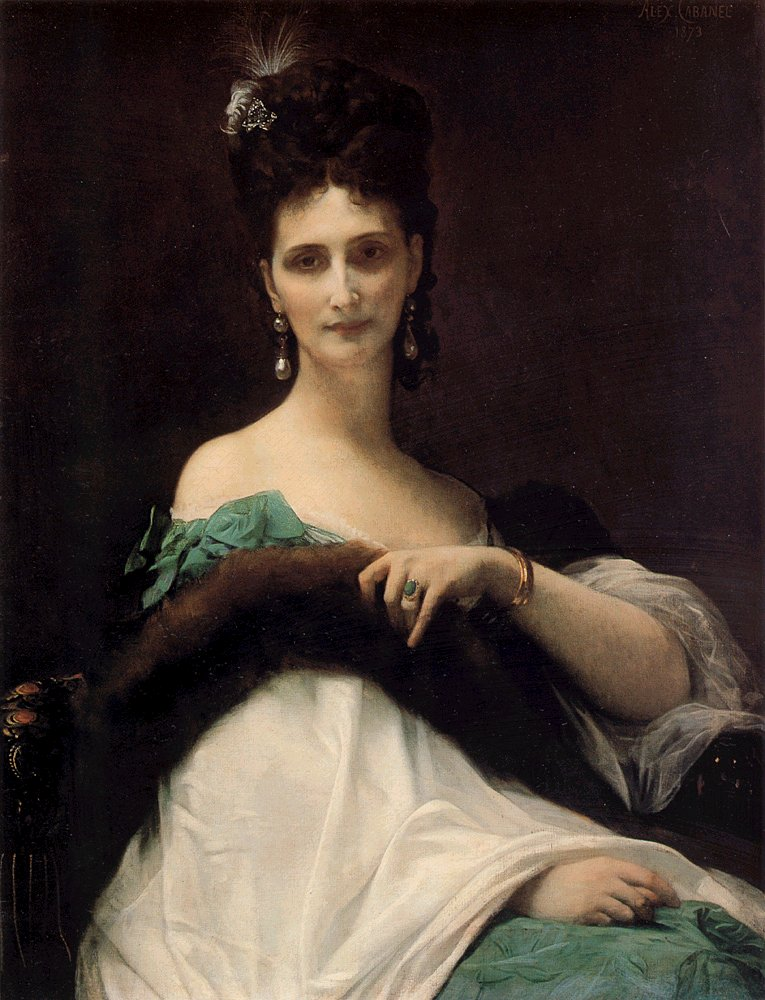
La comtesse Marie Victoire de Keller.

Le 6 septembre 1877, il épouse Marie Victoire de Riznitch Rzewuska (1827-1895), parente de Madame Hanska. Ce mariage lui apporte la sérénité et l'aisance pour mener à bien ses travaux.
Cette même année, il publie le Testament lyrique et les Clefs de l'Orient. Dans ce dernier livre, il présente une solution (reposant sur une entente religieuse entre juifs, chrétiens et musulmans) à la « question d'Orient », que l'affaiblissement de l'Empire ottoman pose en entraînant des tensions dans le Proche et le Moyen-Orient. Le Testament lyrique rassemble chronologiquement ses poèmes.
D'autre part, il entreprend la mise au point d'applications industrielles de plantes marines (De l'utilité des algues marines paru en 1879) dont il ne put mener à bien l'exploitation faute de capitaux.

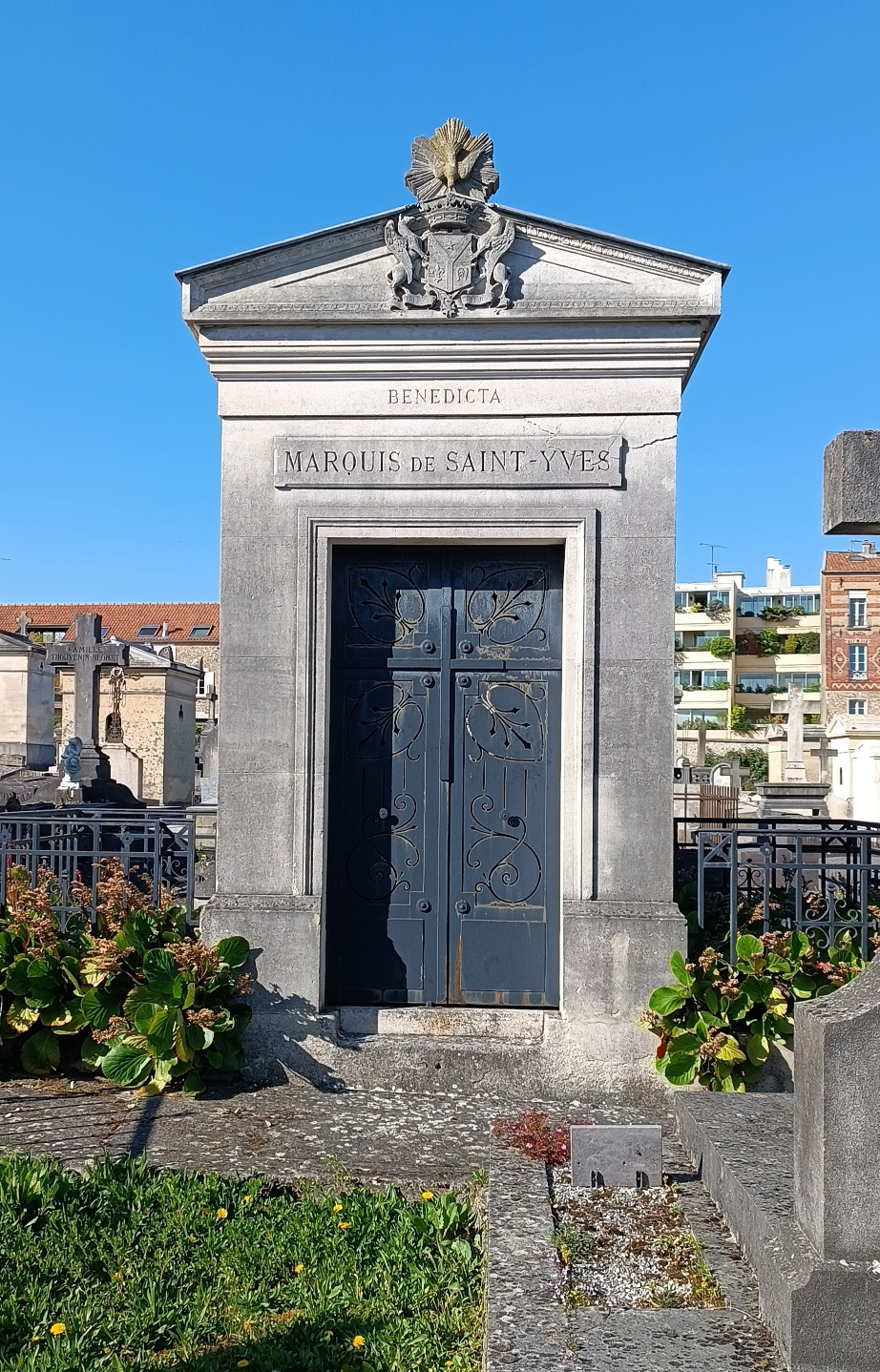
La tombe du Marquis de Saint-Yves au cimetière Notre Dame à Versailles.

En 1880, il reçoit le titre de Marquis d'Alveydre des autorités de Saint-Marin. Il meurt le 5 février 1909 alors qu'il était allé chercher des soins pour sa santé défaillante dans une cure thermale à Pau, sans descendance.
Il est enterré, avec sa femme, au cimetière Notre-Dame à Versailles.

## Son œuvre

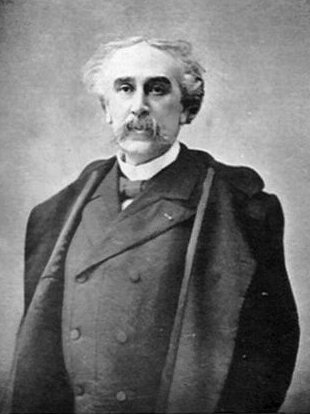
Alexandre Saint-Yves d'Alveydre.

Saint-Yves définit succinctement la Synarchie comme la « loi qui, étant celle de l'organisation normale des Sociétés, est du même coup la loi de l'Histoire », France vraie, t.1, ch.5, p. 113.
Il était membre de l'Union de la Paix sociale, une des institutions fondée par Frédéric Le Play. En octobre 1882, il tint une conférence sur la Synarchie au Congrès international d'arbitrage et de fédération de la Paix à Bruxelles. Il chercha ainsi jusqu'en 1883 à réaliser un Sénat de petits États européens pour en faire une Cour d'arbitrage entre les nations européennes.
La Mission des souverains expose l'histoire gouvernementale de la Chrétienté depuis seize siècles. Il y préconise une Synarchie européenne, dont la clef est le souverain pontificat, pour établir des rapports civilisés entre les sociétés au même titre qu'entre les individus d'une même société. Schématiquement, cela rappelle l'Organisation des Nations unies, sinon que l'organisation proposée est fort différente et restreinte à l'Europe.
La Mission des ouvriers est une invitation faite aux ouvriers à s'organiser socialement et indépendamment de tout parti politique pour la création de trois chambres sociales.
En 1884, il publie la Mission des Juifs qui reprend le cadre historique de l’Histoire philosophique du genre humain de Fabre d'Olivet (empire de Ram, schisme d'Irshou, histoire d'Israël, ...) et s'étend sur soixante-quatorze siècles d'expériences antérieures à la Chrétienté.
Cet ouvrage, fort remarqué dans le milieu occultiste, lui valut de rencontrer le Dr. Gérard Encausse, alias Papus. Saint-Yves ne s'est cependant jamais regardé comme un occultiste :
« La vérité est qu'il n'y a pas de sciences occultes, car ce qui est scientifique cesse d'être occulte, et ce qui est occulte cesse de l'être en devenant scientifique. », Mission des Juifs, ch. 13, p. 343. Trop d'auteurs ont assuré du contraire sans prendre garde à la position de Saint-Yves sur le sujet[réf. nécessaire]. Il faut ajouter qu'il n'y a aucun aspect antisémite dans ce livre.
En 1887, il fait paraître la France vraie qui rapporte l'histoire des états généraux depuis 1302 sous Philippe le Bel jusqu'à la Révolution de 1789. Les états généraux, assemblées sociales et non politiques, établissaient des cahiers de vœux (projets de loi) que le corps politique devait arrêter en loi. La conception démocratique de la Synarchie trouve ainsi une base et un support historiques dans cette institution.
Dans la préface, Saint-Yves explique les démarches qu'il effectua avec entre autres le baron Th. de Cambourg auprès du gouvernement de la France pour la création d'un Conseil de l'économie national qui aurait rassemblé les délégués professionnels de tous les acteurs économiques de la société. Ce conseil devait proposer au gouvernement les vœux synthétiques de toute l'économie française.
Il donne, également dans ce livre, une autobiographie tant pour expliquer le cheminement de sa pensée vers la Synarchie, que pour se défendre de calomnies et diffamations dont il fut l'objet. Ainsi, il fait la comparaison entre sa doctrine et celle d'Antoine Fabre d'Olivet. Si les œuvres de l'un et de l'autre utilisent parfois les mêmes matériaux historiques, elles sont cependant fort dissemblables en plusieurs points essentiels :
- esprit profondément religieux, qui souhaite réconcilier la religion et la science, Saint-Yves d'Alveydre est avant tout chrétien. Le christianisme est toujours sous-jacent dans ses ouvrages, tandis que Fabre d'Olivet ne lui accorde pas d'importance ;
- le fait social est ignoré de Fabre d'Olivet, alors qu'il est essentiel à l'œuvre de Saint-Yves ;
- la conception de la Synarchie est totalement inconnue de Fabre d'Olivet.

On ne peut pas réellement parler d'une filiation quelconque entre Saint-Yves et Fabre d'Olivet. Certes, Saint-Yves reprend les matériaux mis à jour par Fabre d'Olivet et par d'autres savants des XVIIe et XVIIIe siècles comme Anquetil-Duperron, D'Herbelot, William Jones et les savants de Calcutta, mais l'utilisation qu'il en fait et les conclusions qu'il en tire lui sont propres.
En 1890, dans la préface de son livre Jeanne d'Arc victorieuse, il signale mettre fin à ses démarches en faveur de la Synarchie. Ce livre, épopée dédiée à l'armée française, raconte l'histoire de Jeanne d'Arc où sa fin est expliquée par une trahison des conseillers du roi Charles.
René Guénon mentionne à plusieurs reprises Saint-Yves d'Aveydre, notamment dans son ouvrage Le Roi du monde.

### L'Archéomètre

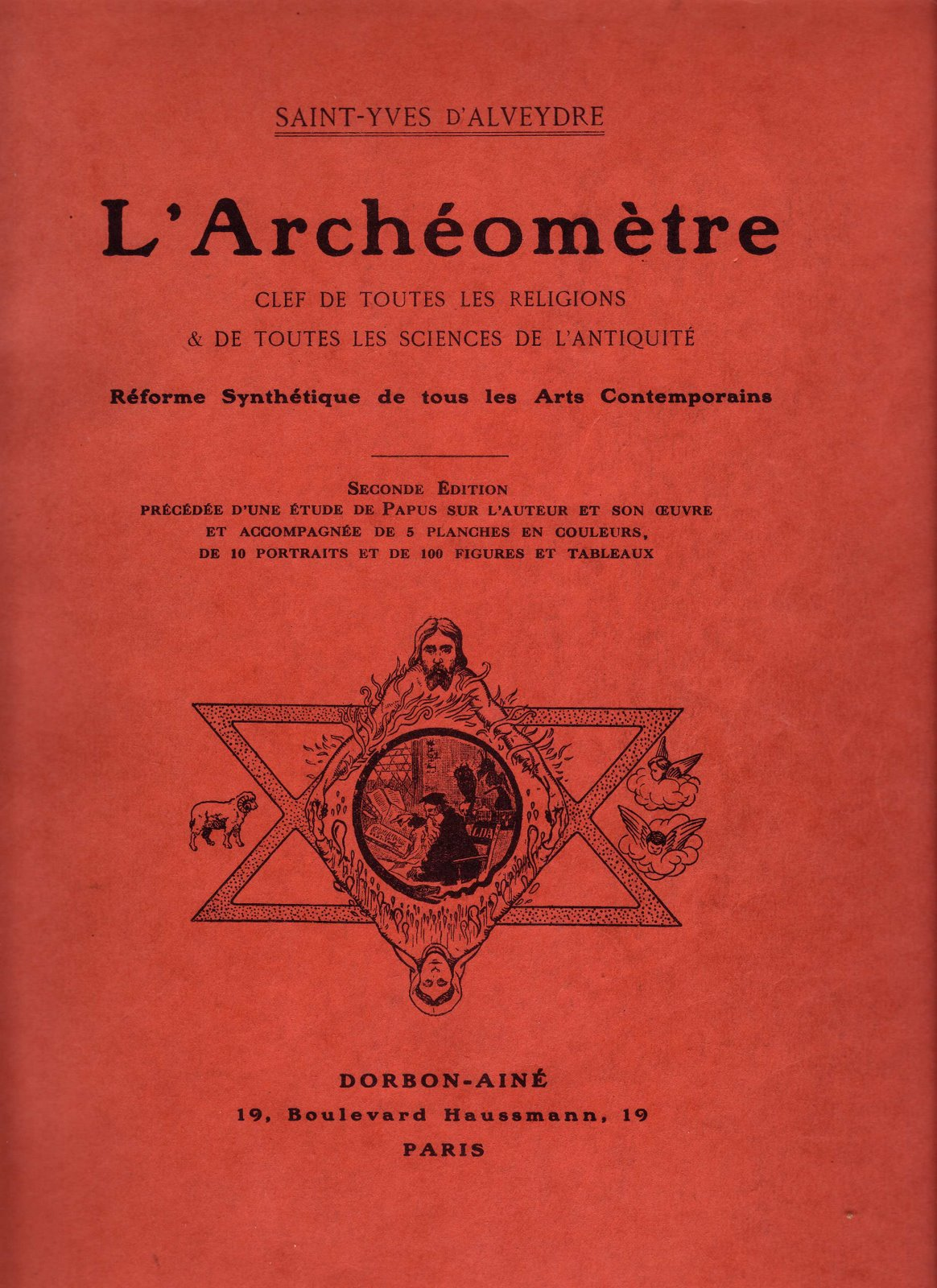
Couverture de L'Archéomètre, clef de toutes les religions et de toutes les sciences de l'antiquité, réforme synthétique de tous les arts contemporains.

Saint-Yves commence probablement à réfléchir sur l'Archéomètre dans le courant des années 1890 et travailla sur ce sujet jusqu'à sa mort. L'année suivante, Gérard Encausse, alias Papus et quelques amis et collaborateurs de Saint-Yves publient un gros livre, L'Archéomètre - Clef de toutes les religions et de toutes les sciences de l'Antiquité - Réforme synthétique de tous les arts contemporains qui sauve de la perte totale le travail de Saint-Yves.
Malheureusement, le livre publié ne permet guère de se rendre clairement compte du travail qui occupait alors Saint-Yves. Par contre, Chales Barlet remet des documents inédits à René Guénon, qui, avec ses collaborateurs de la revue La Gnose, publie une série d'articles expliquant l'Archéomètre, d'une façon beaucoup plus claire.
La même année, Gérard Encausse fait reparaître un livre retrouvé dans les papiers de Saint-Yves, la Mission de l'Inde en Europe que son auteur aurait détruit à sa sortie de presse en 1886. Il existe deux hypothèses à cette destruction. Saint-Yves affirme avoir reçu ordre de ses Maîtres de détruire ce livre qu'ils ne lui avaient pas donné l'autorisation de publier. Son biographe, Jean Saunier, donne le témoignage de Jules Bois affirmant que la personne lui ayant fait des révélations l'aurait menacé d'un procès. Ce livre révèle l'existence d'une société entièrement fermée sur elle-même, l'Agarttha, un corps enseignant, une université antique issue de l'empire de Ram au travers des âges.[réf. souhaitée]
Saint-Yves ne laissa aucun disciple, contrairement à ce qu'on peut parfois lire, ne fonda aucune société ou secte et n'adhéra à aucune, ni à la Société théosophique de Madame Blavatsky, ni même à l'ordre martiniste fondé par Gérard Encausse, dont il était pourtant l'ami. Il ne voulait pas réduire la portée universelle de la Synarchie en l'inféodant à quelque mouvement que ce fût.[réf. souhaitée]
Saint-Yves fut un savant du XIXe siècle, poète, érudit, esprit religieux cependant soucieux de réalisation pratique, profondément chrétien.

## Publications
- Thèse de Médecine, 1838.
- Le Retour du Christ, 1874.
- Les Clefs de l'Orient. Les mystères de la naissance, les sexes et l'amour, les mystères de la mort, d'après les clefs de la Cabbale orientale, 1877 ; Les Rouyat, 1978, 52 p.
- Testament lyrique, 1877.
- Le Mystère du Progrès, 1878.
- De l'utilité des algues marines, 1879.
- Mission des Souverains, 1882 ; Dualpha, 2010, 418 p.
- Mission des Ouvriers, 1882.
- Mission des Juifs, 1884 ; Editions Traditionnelles, 2008, 2 t.
- Mission de l'Inde en Europe, mission de l'Europe en Asie : la question du Mahatma et sa solution, 1886. Ed. Dorbon 1910 ; Belisane, 1995.
- Les Funérailles de Victor Hugo, 1885.
- Le royaume d'Agarttha, 1886 ; (en) Marquis Alexandre Saint-Yves d'Alveydre, The Kingdom of Agarttha: A Journey into the Hollow Earth, Inner Traditions; Illustrated edition, 14 août 2008, 196 p. (ISBN 978-1594777226)
- La France vraie ou la Mission des Français, 1887.
- Vœux du syndicat de la Presse économique, 1887.
- Les États-généraux du suffrage universel, 1888.
- Le Centenaire de 1789 - Sa conclusion, 1889.
- L'Ordre économique dans l'Electorat et dans l'État, 1889.
- Le Poème de la Reine, 1889.
- Maternité royale et mariages royaux, 1889.
- L'Empereur Alexandre III épopée russe, 1889.
- Jeanne d'Arc victorieuse, 1890.
- Théogonie des Patriarches. Jésus, Moïse. Adaptations de l'Archéomètre à une nouvelle traduction de l'Evangile de Saint Jean, 1909, VIII-106 p., édition posthume.
- L'Archéomètre - Clef de toutes les religions et de toutes les sciences de l'Antiquité - Réforme synthétique de tous les arts contemporains, 1910, édition posthume. Guy Trédaniel, 1990, 332 p.  ; (es) Joseph Alexandre Saint-Yves d'Alveydre, El Arqueometro, 2015 (ISBN 9788476271407, présentation en ligne)
- Des brevets pour des applications de l'Archéomètre en 1903 et suivantes.